# 山本晋也 (自動車評論家)
山本 シンヤ（やまもと しんや）は、自動車研究家。日本自動車ジャーナリスト協会会員、日本カー・オブ・ザ・イヤー選考委員。ワールド・カー・アワード選考委員。

## 来歴
1975年生まれ。自動車メーカーの商品企画、チューニングパーツメーカーの開発を経て、いくつかの自動車雑誌で編集長/編集次長を務めた後、2013年にフリーランスへ転身。元エンジニア、元編集者の経験を活かし、「造り手」と「使い手」の両方の気持ちを「わかりやすく上手」に伝えることをモットーに、「自動車研究家」を名乗っている。本名は山本晋也であるが、同姓同名の同業者（1969年生まれ）がいるため名前をカタカナ表記にしている。
世界のモーターショーなどの海外取材で経験した「世界の自動車事情」、元エンジニアの経験を活かした「最先端技術」、編集者時代に培った「ドライビングメカニズム」などを得意とするが、モータースポーツや旧車事情、B級ネタもカバーするなど、ジャンルは「広く深く」。エンジニアの心を開かせ「本音」を引き出させる能力があるといっている。
日本カー・オブ・ザ・イヤー選考委員、ワールド・カー・アワード選考委員、日本自動車ジャーナリスト協会会員。刑事ドラマ「西部警察」の大ファン。プラモデル、ミニカー、そしてその資料の収集の趣味がある。